# 西澤豊
西澤 豊（にしざわ ゆたか、1950年（昭和25年）6月18日 - ）は、東京都出身の実業家。

## 略歴
- 1950年（昭和25年）6月、東京に出生
- 1974年（昭和49年）3月、明治大学政治経済学部政治学科卒業
- 1974年（昭和49年）4月、時事通信社入社、出版局世界週報編集部
- 1976年（昭和51年）5月、編集局政治部[2]
- ソウル特派員
- 同社長野支局長
- 同社横浜総局長
- 同社経理局長
- 2008年（平成20年）、同社取締役
- 2012年（平成24年）6月、同社代表取締役社長[3]
- 2016年（平成28年）6月、同社相談役[4]
- 社外では、電通取締役、日本国際フォーラム政策委員[5]、内外情勢調査会会長、地方行財政調査会理事長、日本新聞協会監事、中央調査社会長、日本広告審査機構理事長などを務める。